# Pablo Larrea
Pablo Guido Larrea Gambara (Madrid, 4 febbraio 1994) è un calciatore spagnolo, centrocampista dell'Algeciras.

## Carriera
Ha giocato nella seconda divisione spagnola con Numancia (per due stagioni) e Ponferradina.

## Statistiche

### Presenze e reti nei club
Statistiche aggiornate al 30 novembre 2020.
| Stagione            | Squadra             | Campionato          | Campionato | Campionato | Coppe nazionali | Coppe nazionali | Coppe nazionali | Coppe continentali | Coppe continentali | Coppe continentali | Altre coppe | Altre coppe | Altre coppe | Totale | Totale |
| Stagione            | Squadra             | Comp                | Pres       | Reti       | Comp            | Pres            | Reti            | Comp               | Pres               | Reti               | Comp        | Pres        | Reti        | Pres   | Reti   |
| ------------------- | ------------------- | ------------------- | ---------- | ---------- | --------------- | --------------- | --------------- | ------------------ | ------------------ | ------------------ | ----------- | ----------- | ----------- | ------ | ------ |
| 2015-2016           | Villarreal B        | SDB                 | 32         | 1          |                 | -               | -               |                    | -                  | -                  |             | -           | -           | 32     | 1      |
| 2016-2017           | Villarreal B        | SDB                 | 36         | 1          |                 | -               | -               |                    | -                  | -                  |             | -           | -           | 36     | 1      |
| Totale Villarreal B | Totale Villarreal B | Totale Villarreal B | 68         | 2          |                 | -               | -               |                    | -                  | -                  |             | -           | -           | 68     | 2      |
| 2017-2018           | Numancia            | SD                  | 22         | 0          | CR              | 6               | 0               |                    | -                  | -                  |             | -           | -           | 28     | 0      |
| ago.-dic. 2018      | Numancia            | SD                  | 5          | 0          | CR              | 1               | 0               |                    | -                  | -                  |             | -           | -           | 6      | 0      |
| Totale Numancia     | Totale Numancia     | Totale Numancia     | 27         | 0          |                 | 7               | 0               |                    | -                  | -                  |             | -           | -           | 34     | 0      |
| gen.-giu. 2019      | Ponferradina        | SD                  | 21         | 0          |                 | -               | -               |                    | -                  | -                  |             | -           | -           | 21     | 0      |
| 2019-2020           | Ponferradina        | SD                  | 39         | 2          | CR              | 2               | 0               |                    | -                  | -                  |             | -           | -           | 41     | 2      |
| 2020-2021           | Ponferradina        | SD                  | 14         | 0          |                 | -               | -               |                    | -                  | -                  |             | -           | -           | 14     | 0      |
| Totale Ponferradina | Totale Ponferradina | Totale Ponferradina | 74         | 2          |                 | 2               | 0               |                    | -                  | -                  |             | -           | -           | 76     | 2      |
| Totale carriera     | Totale carriera     | Totale carriera     | 169        | 4          |                 | 9               | 0               |                    | -                  | -                  |             | -           | -           | 178    | 4      |